# Hjon Hui
Hjon Hui (* 4. října 1976 Songnam, Jižní Korea) je bývalá korejská sportovní šermířka, která se specializovala na šerm kordem. Jižní Koreu reprezentovala v prvním desetiletí jednadvacátého století. V roce 2002 získala titul mistryně světa v soutěži jednotlivkyň.